# Тораль, Франсиско де
Франсиско де Тораль (исп. Francisco de Toral). 1502 г., Убеда, Испания — 20 апреля 1571 г., Мехико) — испанский церковный деятель, первый епископ Юкатана, миссионер, брат ордена францисканцев, лингвист.

## Биография и деятельность
Образование получил в Севилье, где 19-ти лет вступил в ряды францисканского ордена. В 1525 г. был направлен в Санто-Доминго, откуда переехал в Новую Испанию, где продолжил образование. В совершенстве изучил языки науатль и тотонаков, считавшийся очень сложным, служил переводчиком, и позднее преподавал индейские языки миссионерам. Позднее отправился миссионером на Юкатан, где основал множество монастырей и завоевал доверие индейцев. Причастен к деятельности Бернардино де Саагуна — благословив его на создание трудов по истории Мексики, считая это полезным для миссионерской деятельности. В 1549 г. сделался настоятелем монастыря в Тесамакалько (Tecamachalco), председательствовал на соборе Францисканского ордена в Саламанке в 1553 г. После возвращения в Мексику во главе миссии 36 францисканцев, был назначен провинциалом Тлашкалы. В 1562 г. был рукоположён в епископы в Мехико, и назначен первым епископом Юкатана. Резиденцию свою он учредил в Мериде. На посту епископа почти единолично обустроил епархию, построил в Мериде собор, госпиталь и семинарию. Конфликтовал с Диего де Ланда, считая его слишком жестоким к индейским обычаям и культуре. В 1565 г. участвовал в соборе епископов Мексики. Скончался в Мехико, куда отправился получать награду за долголетнее служение на ниве христианского просвещения индейцев.

## Работы де Тораля
- Arte y Vocabulario de la lengua Totonaca (Salamanca, 1553).
- Tratado de la lengua Mexicana (1554).
- В начале 2000-х гг. было издано собрание его писем под заглавием «Cartas de Indias».